# Blondes Have More Fun
Blondes Have More Fun är ett musikalbum av Rod Stewart. Albumet släpptes i december 1978 på Warner Bros. Records och var Stewarts nionde studioalbum som soloartist. Det här albumet innehöll Rod Stwearts stora discohit "Da Ya Think I'm Sexy" vilket hjälpte det att nå höga placeringar på olika försäljningslistor. Även låten "Ain't Love a Bitch" släpptes som singel. Stewart var med och samskrev alla låtar på skivan utom Motown-covern "Standin' In the Shadows of Love".

## Låtlista
1. "Da Ya Think I'm Sexy?" (Stewart, Carmine Appice) 5:31
2. "Dirty Weekend" (Stewart, Gary Grainger) 2:36
3. "Ain't Love a Bitch" (Stewart, Gary Grainger) 4:39
4. "The Best Days of My Life" (Stewart, Jim Cregan) 4:21
5. "Is That The Thanks I Get?" (Stewart, Jim Cregan) 4:32
6. "Attractive Female Wanted" (Stewart, Gary Grainger) 4:17
7. "Blondes (Have More Fun)" (Stewart, Jim Cregan) 3:46
8. "Last Summer" (Stewart, Jim Cregan) 4:05
9. "Standin' in the Shadows of Love" (Lamont Dozier, Eddie Holland, Brian Holland) 4:28
10. "Scarred and Scared" (Stewart, Gary Grainger) 4:54

## Listplaceringar
| Lista (1979)   | Position                |
| -------------- | ----------------------- |
| Australien     | 1 (Kent Music Report)   |
| Finland        | 4                       |
| Frankrike      | 2                       |
| Island         | 2 (Vísir Vinsældalisti) |
| Kanada         | 1 (RPM)                 |
| Nederländerna  | 3                       |
| Norge          | 2 (VG-lista)            |
| Nya Zeeland    | 1                       |
| Storbritannien | 1 (UK Albums Chart)     |
| Sverige        | 1 (Topplistan)          |
| USA            | 2 (Billboard 200)       |
| Österrike      | 10                      |